# Melitaea warneckei
Melitaea warneckei är en fjärilsart som beskrevs av Felix Bryk 1940. Melitaea warneckei ingår i släktet Melitaea och familjen praktfjärilar. Inga underarter finns listade i Catalogue of Life.